# Zastava Kiribatija
Zastava Kiribatija ili kiribatska zastava, sastoji se od crvene gornje polovine na kojoj se nalazi zlatna ptica smeđokrili brzan (Fregata minor) koja leti iznad zlatnog izlazećeg sunca i donje plave polovine s tri valovite vodoravne linije. Ove tri linije predstavljaju more i tri grupe otoka (Gilbertovi otoci, otočje Phoenix i Linijski otoci). Oko sunca se nalazi 17 zraka koji predstavljaju 16 Gilbertovih otoka i otok Banaba. Zastavu je dizajnirao Sir Arthur Grimble 1932. godine za potrebe britanskih kolonijalnih posjeda.

## Vanjske poveznice
- Flags of the World